# 人體自燃
人体自燃或人体自焚描述的是一种超常现象，即人體可在沒有與任何火源接觸下，體內突然起火，而且通常溫度高到短時間內就可以將人體絕大部分燒化為灰燼，（目前所知人体自燃的例子幾乎都燒到只剩一部分軀體）但周圍的東西（包括可燃物體）卻可以沒有燒掉，因此有部分人能够幸存。不过，这现象的存在性和科学性却引起不少争议。

## 著名案例
1951年，美國佛羅里達州聖彼得斯堡一名婦女瑪麗·麗莎夫人在公寓內因自燃而死亡，她所坐的椅子也連帶被燒毀了，但房間的其他部分卻近乎完好無損。

## 文化參照
英國作家查爾斯·狄更斯小說《荒涼山莊》中，反派角色克魯克即死於人體自燃。
日本漫畫家大久保篤少年漫畫《炎炎消防隊》中造成危害的「焰人」亦源於不明的人體自燃現象所產生。
美國喜劇成人動畫劇集南方公園(South Park)第三季第二集〈自燃現象〉(Spontaneous Combustion)之內容。
日本小说家知念实希人小说《天久鷹央》系列中, 两名死者因人体自燃导致死亡、一具尸体起火。

## 外部連結
- “人体自燃”是真是假？ （页面存档备份，存于） （页面存档备份，存于）方舟子
- CCTV.com-86歲老人會自燃？
- 人体自焚之謎
- 人体自燃的原因何在？
- 人体自燃死亡之谜
- 男子身体突然起火，其女友下体惨被烧焦
- 「人體自燃」的可能性？　酮體過高讓人燒得只剩腳丫 （页面存档备份，存于）